# 이즈미톳토리역
이즈미톳토리역(일본어: 和泉鳥取駅, いずみとっとりえき 이즈미톳토리에키[*])은 일본 오사카부 한난시에 위치한 서일본 여객철도의 역이다.

## 역 구조
상대식 승강장으로 2면 2선의 지상역이다. 서일본 여객철도 직영역으로 미도리노마도구치가 있다.
이코카 및 제휴 교통카드의 사용이 가능하다.

### 승강장
| 1 | ■ 한와 선 | 와카야마 방면                                         |
| 2 | ■ 한와 선 | 히네노 · 오토리 · 덴노지 · 오사카(오사카 순환선) 방면 |

## 역사
- 1963년 4월 1일: 일본국유철도 한와 선 이즈미스나가와 ~ 야마나카다니 간에 신설 개업하였다.
- 1987년 4월 1일: 민영화에 따라 서일본 여객철도의 소속이 되었다.
- 2003년 11월 1일: 이코카의 사용이 개시되었다.

## 인접정차역
| 서일본 여객철도 한와 선                                   | 서일본 여객철도 한와 선 | 서일본 여객철도 한와 선    |
| --------------------------------------------------------- | ----------------------- | -------------------------- |
| 이즈미스나가와 덴노지 방면                                | ■ 한와 선 보통          | 야마나카다니 와카야마 방면 |
| 보통에는 일부 기슈지 쾌속 및 구간 쾌속, B쾌속이 포함된다. |                         |                            |